# Arthur Holly Compton

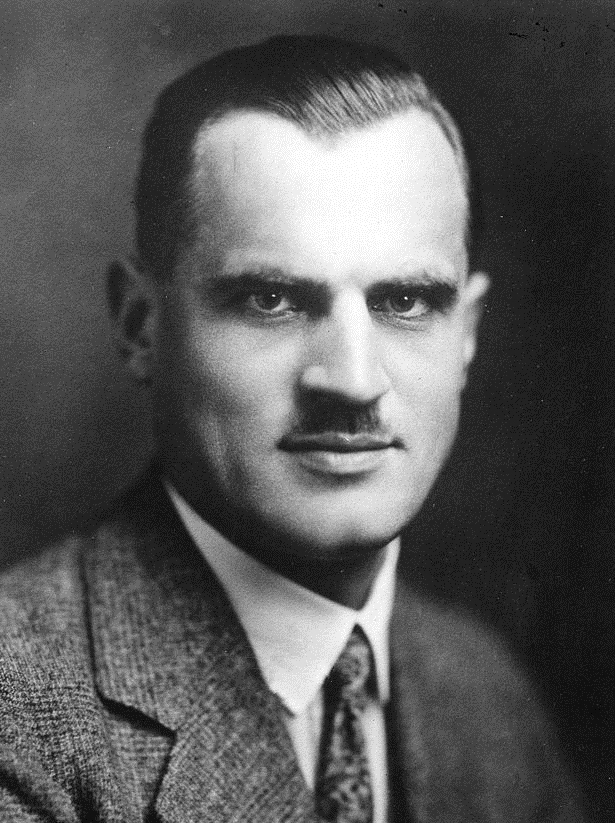
Arthur Holly Compton, 1927

Arthur Holly Compton (* 10. September 1892 in Wooster, Ohio; † 15. März 1962 in Berkeley, Kalifornien) war ein US-amerikanischer Physiker und Nobelpreisträger.

## Ausbildung und Beruf
Nach Abschluss der Schule besuchte Compton das College von Wooster, wo sein Vater, Elias Compton, als Dekan und Professor tätig war. Nach erfolgreicher Graduierung (1913) wechselte Compton an die Princeton University, um dort Physik zu studieren. Hier erwarb er 1914 seinen Master Degree, zwei Jahre später folgte der Doktorgrad. Nach einer Tätigkeit in der freien Wirtschaft arbeitete er für ein Jahr (1919) an der Universität Cambridge. 1920 erhielt Compton den Ruf der Washington University (St. Louis, Missouri). Er wechselte 1923 an die University of Chicago. Von 1942 bis 1945 war Compton im Rahmen des Manhattan-Projektes Leiter der Plutoniumforschungsabteilung (→Atomwaffe). Nach dem Zweiten Weltkrieg kehrte er nach Saint Louis (Missouri) zurück.

## Forschung

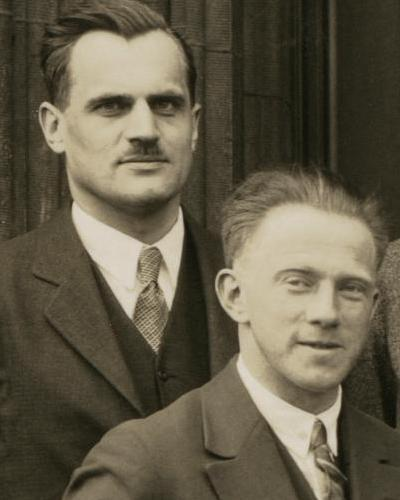
Compton und Heisenberg 1929 in Chicago

Compton untersuchte um 1922 die Streuung von monochromatischen Röntgenstrahlen an Kristallen und machte folgende Beobachtung: Die gestreute Strahlung wies eine geringere Energie bzw. eine größere Wellenlänge auf als die Strahlung vor der Streuung. Dieses Versuchsergebnis ließ den Schluss zu, dass die Wellenlänge hochenergetischer elektromagnetischer Strahlung sich ändert, wenn sie an Elektronen gestreut wird. Demzufolge, so folgerte Compton weiter, muss die Strahlung Teilchencharakter besitzen. Er fand schließlich folgende Erklärung auf Basis des Photonen-Modells (Max Planck, Albert Einstein). Trifft ein Röntgenphoton (Röntgenquant) mit einer bestimmten Energie und einem bestimmten Impuls auf ein Elektron, dann überträgt es beim Zusammenprall einen geringen Anteil seiner Energie und seines Impulses auf das Elektron. Das Photon wird unter einem bestimmten Winkel gegen die Einfallsrichtung abgelenkt, während das Elektron unter einem anderen Winkel ausweicht (Rückstoßelektron). Der Physiker hatte hiermit den später nach ihm benannten Compton-Effekt entdeckt.

## Nobelpreis und Ehrungen
Nur wenig später gelang es seinem schottischen Kollegen Charles T. R. Wilson die „ausweichenden“ Elektronen mit einer Nebelkammer nachzuweisen. Für diese Arbeiten teilten sich Compton und Wilson 1927 den Nobelpreis für Physik. Neben den Arbeiten mit Röntgenstrahlung und Gammastrahlung beschäftigte sich Compton auch mit Kettenreaktionen und kosmischen Strahlen. 1927 wurde Compton in die National Academy of Sciences, 1928 in die American Academy of Arts and Sciences gewählt. 1932 wurde er korrespondierendes Mitglied der Preußischen Akademie der Wissenschaften, 1934 wurde er Mitglied der Leopoldina. Die American Philosophical Society, deren Mitglied er seit 1925 war, zeichnete ihn 1945 mit ihrer Benjamin Franklin Medal aus. 1954 wurde er in den Orden Pour le Mérite aufgenommen. 1957 wurde er von der Stadt Remscheid mit der Röntgen-Plakette ausgezeichnet. 1970 wurde der Mondkrater Compton nach ihm und seinem Bruder benannt. Der 1992 entdeckte Asteroid (52337) Compton wurde nach ihm benannt. Das zunächst nur als Gamma Ray Observatory (GRO) bezeichnete Weltraumteleskop für Gammaastronomie wurde mit der STS-37-Mission des Space Shuttle Atlantis am 5. April 1991 gestartet. Mit über 15 Tonnen war es der schwerste wissenschaftliche Satellit, der bis dahin vom Space Shuttle in eine Erdumlaufbahn gebracht wurde. Nach einigen Monaten wurde er zu Ehren Arthur Holly Comptons in Compton Gamma Ray Observatory umbenannt.

## Einsatz gegen Atomwaffen
Seine Beteiligung an der Entwicklung der Atombombe im Rahmen des Manhattan-Projekts belastete Compton sehr. Er veröffentlichte 1956 ein Buch mit dem Titel "Die Atombombe und ich". Zusammen mit 18 anderen Nobelpreisträgern unterschrieb er die Mainauer Erklärung vom 15. Juli 1955, die gegen den Einsatz von Atomwaffen aufruft.

## Familie
Sein älterer Bruder Karl Taylor Compton (1887–1954) war Physiker und von 1930 bis 1948 Präsident des MIT.

## Veröffentlichungen (Auswahl)
- mit Erwin Schuhmacher: Die Atombombe und ich. Nest Verlag, Frankfurt a. M. 1958
- The Freedom of Man. New Haven, Yale University Press, New Haven 1935
- X-ray and other studies. University of Chicago Press, Chicago 1974